# 銀色 (遊戲)
銀色是貓貓軟體第二套發行的文字冒險遊戲。由於前作White ～悲傷的碎片～是以胡桃的品牌名義發行，因此是第一套正式以貓貓軟體品牌名義發售的軟體，亦是令貓貓軟體的知名度大幅上升的作品。

## 慨要
最初版是在2000年8月31日發售的成人遊戲，在一年後的2001年8月31日，發售經加筆、修正、追加CG及部份角色的語音等的銀色 ～完全版～。
後來曾以「財政（赤字）及彈珠汽水以後的很多玩家要求」為由，在2005年11月25日限定期間限定在公式通販中發售銀色的WindowsXP對應版，這個套裝版包含了銀色和銀色 ～完全版～在內。不是只有一隻DVD，更同時附有為了沒有DVD-Drive的用家而設的，將CG畫質盡量壓縮的雙CD版。最初購入無印版的人將附送的明信片送回的話亦可免費回送這個套裝版。銀色的續編故事朱 -Aka-發售以後，為了讓未玩過銀色的玩家體驗本作，又在「回饋CD5」中同時附送了銀色～完全版～的無配音版。
雖然無論在知名度和銷量都不在同年發售的水色之下，但可能由於第1、5章故事在削除成人元素後無法成立的關係，因此並未有任何家用機移植版本。
可選擇語言，遊戲開始時會因應選擇「日本語版」或「英語版」而改變文字和語音。若選擇英語，內文會變成英文顯示及有英語語音，這一點在成人遊戲來說是極其特別的。完全版削除了英語語音，所以語音仍是日語，而追加的劇情則仍保留有日文和英文。但也有每次開始遊戲時的開場白和尾聲的讀白都是只有英語語音。
文字描述和角色對白都會在畫面下方以一至兩行的字幕形式顯示，整體看起來很有電影感。

## 故事介紹
以傳說中甚麼願望都可以實現的「銀糸」為中心，以及與此有關的人們的悲慘故事。故事由四章（完全版是五章）構成，每章故事的時代背景都不相同，但故事之間都有緊密的關係。
排除一切冷笑話元素，整個故事從頭到尾都以沉鬱風格進行，配上哀傷的背景音樂，在營造氣氛及故事內容方面受到正面的評價。但是亦有由於文章和圖像都由多人協作，各篇章的行文風格各異，有些篇章未能更好地描寫劇情，以及圖像質素參差等方面，都受到一些負面的評價。
完全版的本篇遊戲完結後，在附加模式出現的附加故事則正好與本篇風格完全相反，通篇以搞惡、爆笑為主。
廣告標語為：

## 角色介紹

在每章開始前可選擇日本語或英語，這一點在成人遊戲來說是極其特別的。

- 最初無印版遊戲的Ending中，Cast一欄只有綾川梨乃、和（依遊戲內的順序）三位聲優的名字。並沒有對應每個角色由哪一位聲優演出。
- 在後來追加語音的完全版中，Cast一欄包括綾川梨乃、藤澤智子、間瀨洋子和夏海萌（依遊戲內的顯示順序）七位聲優。但字幕顯示得很短時間，而且亦沒對應每個角色由哪一位聲優演出。
- 在完全版發售後，有玩家在官方網頁的湼它版中查詢了各個角色的對應優聲演出，而以下角色的聲優欄中亦將根據貓貓軟體的代表當時在官方網站湼它版中的回應而記載。雖然回應中並沒有包括到，而的前聲優事務所ATELIER PEACH中記載了她是擔任無印版中篠崎菖蒲的配音[1]，但亦無記載在完全版中的配音角色。

### 第一章
儀助（聲：無）
在逢津山頂上攔路搶劫的強盜。不斷殺死路過山上的人，卻對金銀財寶完全沒興趣，只搶奪這些人身上的食物，過著有一餐沒一餐的日子。
無意中在山溪附近救了一位少女後，不知甚麼時候開始一起過著沒意義的日子，漸漸受到少女的影響而有所改變……
小時候和父母與弟妹生活在一不富裕但快樂村子，後來父母染上了疱，為了拯救父母而去找人尋求解藥但卻被告發父母染上了疱，最後父親被活埋在活埋之前對著儀助說「儀助...救我...」，母親則是死後才被埋，後來被村民趕進屋子內然後村民點燃了火，打算把儀助和儀助的弟妹都一起燒死，最後儀助的弟妹都死了只剩儀助活了下來但是這場火災在儀助的背上留下了大面積的燒傷。
無名氏（聲：綾川梨乃）
從風化區無意中逃走到逢津溪邊的少女。由於被打斷腳筋，無法獨自過活，在與當山賊的儀助相遇之後，靠著儀助行劫得來的食物過活。一天，偶然在被劫死者身上得到了染血的紅色銀糸，而從儀助口中得知銀糸的傳說……
性格是極度沉默寡言，從懂事起就沒有父母，對於自己的事一無所知，亦不知自己的名字。
死後儀助以她喜歡的旱蒲花為她取名菖蒲，後來在完全版的追加劇情中表明她的真正名字亦是菖蒲。

### 第二章
久世頼人（聲：無）
某個地方諸候的三子。出色而受父親器重，因此被兄長們猜忌及疏遠，而被兄長任命去調查領地內的礦山。在調查期間寄住在礦山山腰處，沒特別供奉著甚麼的簡陋神社。
當初命令吉備氏製作「銀糸」的久世氏的後人，命運正好被輾轉落到神社裏的「銀糸」所作弄……
狹霧（聲：籐野らん）
寄住在小村裏的神社的女孩。在久世頼人住進神社後，負責幫助頼人的日常所需，兩人的關係亦漸漸地發展……
心地善良，很有幹勁的性格，但做事總是笨手笨腳做不好。
別稱，亞種。
周防一輔（聲：無）
神社裏的神主，待狹霧如自己親女一樣。
村裏的小孩（聲：間瀨洋子）
住在村裏的小女孩，被村裏的其他小孩欺負，而害怕跟其他小孩玩在一起。

### 第三章
鍋島志朗（聲：無）
陸軍軍人。在剛流行西餐的當時，想試試西餐的他被半強迫帶進了佐佐井亭，認識了佐佐井姊妹，成為了悲劇的導火線……
性格溫柔和善，連自己都認為這樣的性格不太像軍人。
佐佐井朝奈（聲：綾川梨乃）
在西餐廳佐佐井亭當接客的看板娘。與姊姊相依為命，為了分擔姊姊的工作，而努力工作中，可是常常都徒勞無功。
性格開朗，親切而友善地招待客人，經常為姊姊的事而擔心。
一天，向母親在死前交給她的「甚麼願望都能實現」的首飾，許下希望姊姊可以得到幸福的願望，沒想到悲劇正從此時開始……
佐佐井夕奈（聲：藤澤智子）
西餐廳佐佐井亭的女主人。在父母死後代替父親繼續經營著家業，擔當廚師的工作。
既嚴又柔溫地對待妹妹的她，因為某件事而使性情漸漸改變……
別稱，武器是厚刃尖菜刀。

### 第四章
古代：
吉備大井跡（聲：無）
從遠方大陸來的歸化人。受命以族人秘傳之法製作了傳說中的「銀糸」解救村人，但是製成銀糸必須付出很大的代價而有所猶豫。
偶然在河邊的幾次相遇後，與村裏的女子菖蒲漸漸結下深交……
菖蒲（聲：春野ゆきね）
大井跡安頓下來的村子裏的少女。幫助大井跡製作銀糸。
最後與大井跡結婚，成為大井跡的妻子，為他奉獻了自己的一生。因是大井跡的妻子亦從夫姓叫吉備菖蒲。
別稱過去菖蒲。
久世氏（聲：無）
某地方的諸候。命令吉備大井跡製作「銀糸」消除旱災解救村民的人，但亦因後來大井跡的事而內咎不已。
現代：
三井真也（聲：無）
從外地搬家到來，獨自過生活的，自由自在的大學生。偶然認識篠崎菖蒲後，對她產生興趣，生活總脫不了她。
性格優柔寡斷。
應該是一個好人，如果樣子沒變成老虎的話……
篠崎菖蒲（聲：狩那まえ）
幫忙父親在咖啡店裏接待客人的少女。因過去某件事而無法說話，用寫字板代替說話來傳意。
性格本來是活潑開朗，但由於被醫生判定為失語症而且治不好，因而將心扉封閉起來……
別稱銀子，似乎一直在跟老虎三井戰鬥著？
篠崎仁志（聲：無）
篠崎菖蒲的父親。妻子早死，經營著咖啡店，獨力養育菖蒲成人。很能體諒無法說話的菖蒲。

### 錆
此章節在無印版為第四章中段的一個小節，而在完全版中則獨立出來成為一章。
梢的姊姊（聲：春野ゆきね）
在旱災中失去雙親的一對姊妹中的姊姊。為撫養妹妹，出賣身體而獲取糧食，後懷孕生了一女後因感染瘟疫（也有可能是性病）而病死。
無名少女的母親。
梢（聲：間瀨洋子）
在旱災中失去雙親的一對姊妹中的妹妹。姊姊生了小孩後病死，年幼無知的她無所依靠，為了撫養姊姊的小孩而模仿姊姊向求一夜情的男人出賣身體……

### 完全版角色
螢（聲：間瀨洋子）（第一章）
在風化區中與無名氏少女住在同房中的少女。
由於曾在外間生活，因此完全忍受不了風化區的生活而使性格非常消極。
石切（聲：夏海萌）（序幕、幕間、尾聲）
吉備大井跡的血親，某皇族的公主。自小認識久世氏，與他一起找尋「銀糸」的下落。
雖然認為把銀糸留下來可以救更多的人，但後來為了久世氏的遺願封印銀糸而隱藏起來送給小村的神社後，獨自穿越大陸，為某事而踏上旅程……
在完全版中以她為尾聲的故事並沒有以完作結，反而是待續，讓人摸不著頭。實際上是為續作朱 -Aka-留下了伏線。

## 主題曲
- 片頭曲：（心的去處）
  - 作詞‧作曲：SIMO　歌：佐藤裕美
- 片尾曲：（遺忘的東西，找到了）
  - 作詞：　作曲：Ebi　歌：佐藤裕美
- 完全版片頭曲：（銀色）
  - 作詞：　作曲：　歌：達見惠

## 小說
日文版
- 出版社：
- 著者：高橋恆星
- 插畫：綾瀨悠
- 2001年2月初版 ISBN 4-89490-112-9

中文版（著者、插畫同上）
- 銀色
- 出版社：龍成出版事業有限公司
- 2001年5月初版 ISBN 957-462-068-9

## 備註
1. ↑  .   [2008-06-13]. （原始内容存档于2012-08-02）.

## 外部連結
- 貓貓軟體 （页面存档备份，存于）
- 《銀色》在視覺小說數據庫的頁面 （英文）